# Fogg Art Museum

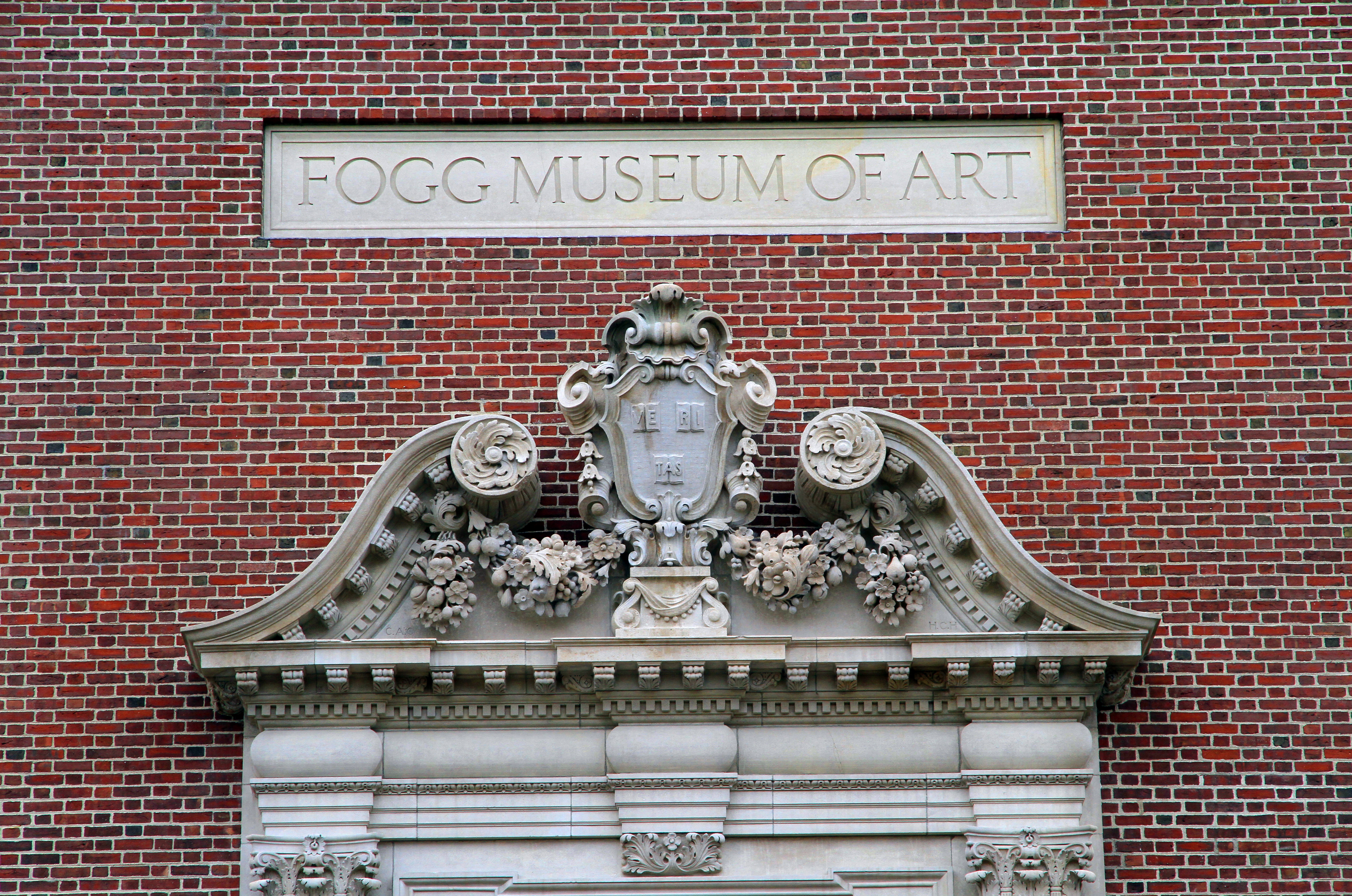
Fogg Museum of Art

El Fogg Art Museum, abierto al público en 1896, es el más antiguo de los museos de arte de la Universidad de Harvard. El Fogg se une al Museo Busch-Reisinger y el Arthur M. Sackler Museum como parte de los Museos de Arte de Harvard.

## Edificio
El museo se instaló inicialmente en un edificio de estilo renacentista italiano diseñado por Richard Morris Hunt. En 1925, el contenido se trasladó a otro edificio construido en Quincy Street según diseño de Coolidge, Shepley, Bulfinch y Abbott; con fachadas de ladrillo rojo, imita la arquitectura georgiana que predominó en Estados Unidos y Canadá en el siglo XVIII. La sede anterior permaneció en desuso muchos años y fue demolida en 1974. 
En el 2008, el edificio de Quincy Street fue cerrado temporalmente debido a un gran proyecto de renovación: un nuevo conjunto diseñado por el arquitecto Renzo Piano, que conectaba los tres museos de Arte de Harvard (colindantes entre sí) mediante un recubrimiento de vidrio. Durante la renovación, una selección de obras de los tres museos se exhibió en el Museo Arthur M. Sackler. El museo renovado se reabrió en 2014.

## Colección
La colección es singularmente rica en pintura italiana, desde los primitivos hasta el Renacimiento, y en maestros del siglo XIX tanto franceses como norteamericanos. 
En la primera sección destacan Bernardo Daddi, Simone Martini, Luca di Tommè, Ambrogio Lorenzetti, Fra Angelico, Sandro Botticelli, Domenico Ghirlandaio, Cosme Tura y Lorenzo Lotto.
El barroco europeo cuenta con ejemplos de Nicolas Poussin, Philippe de Champaigne, Rembrandt, Jan Steen, Jacob van Ruysdael...
En el siglo XIX destacan Ingres, Jacques-Louis David, William Blake, Edward Burne-Jones, Paul Cézanne, Edgar Degas (con su célebre Cantante con guante negro), Auguste Rodin, Renoir, Toulouse-Lautrec, Vincent van Gogh, Winslow Homer y John Singer Sargent.
El arte moderno del siglo XX goza de singular presencia, con Pablo Picasso, Henri Matisse, Jackson Pollock, Clyfford Still...

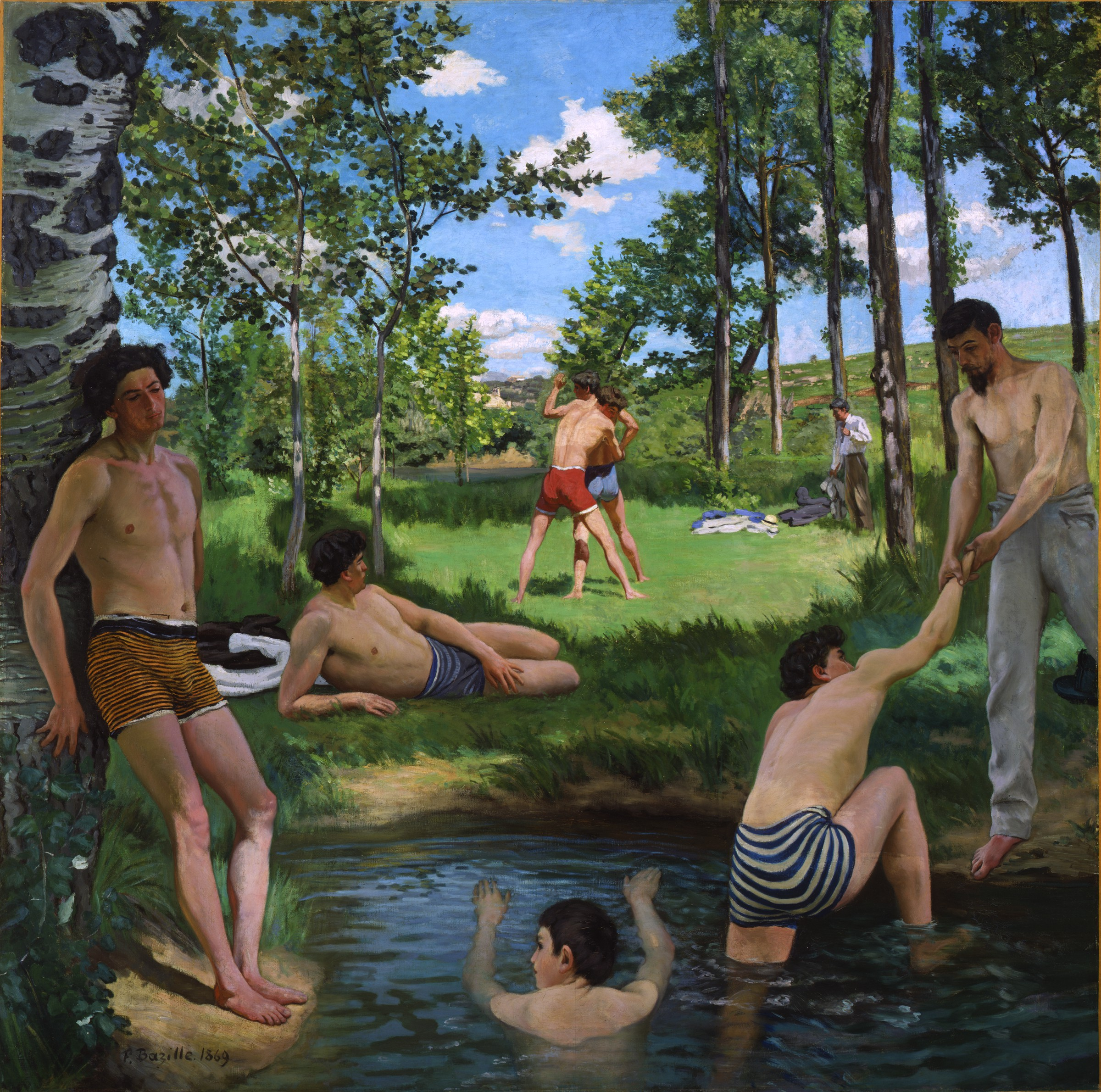
Summer Scene, 1869; Frédéric Bazille
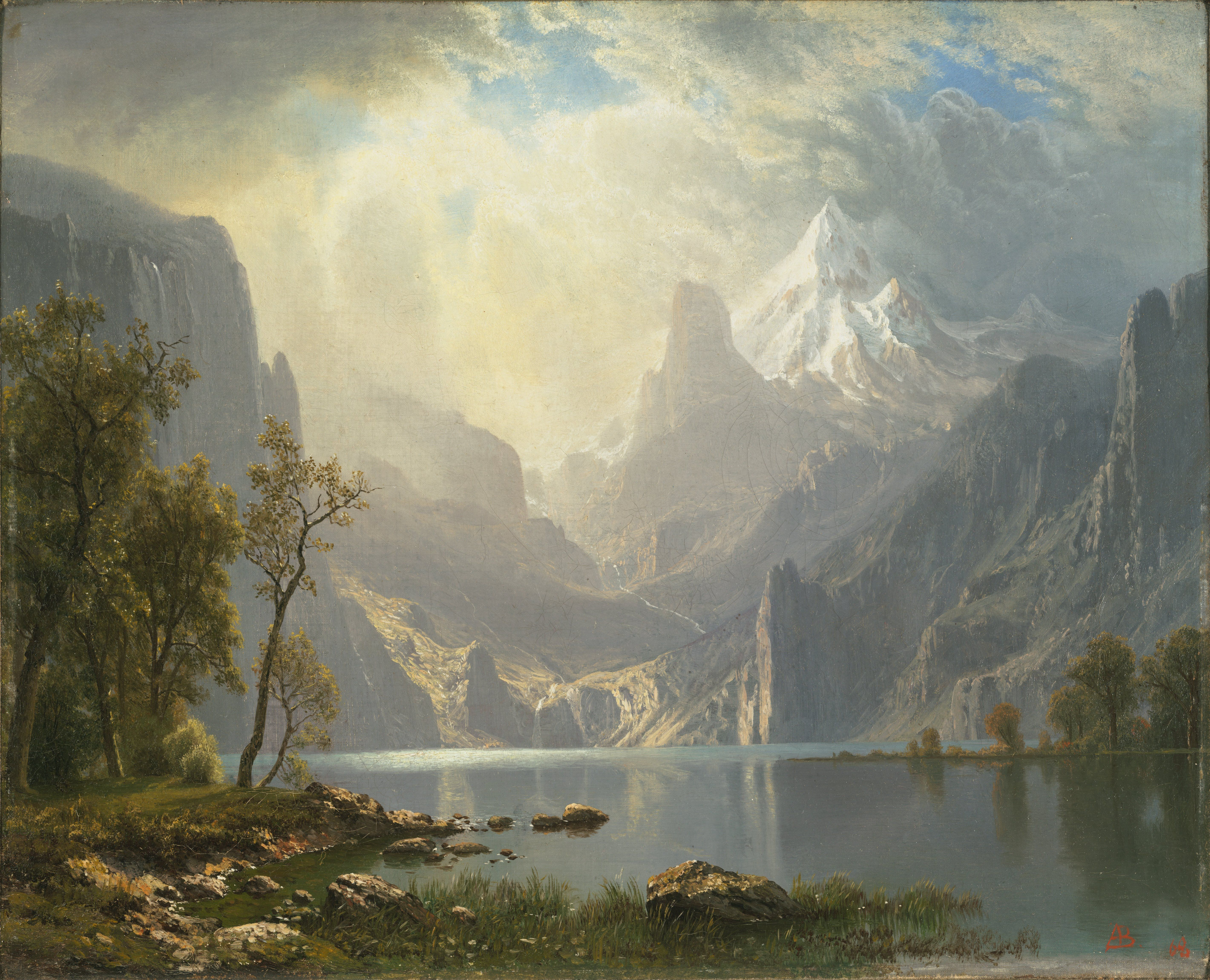
In the Sierras, 1868; Albert Bierstadt
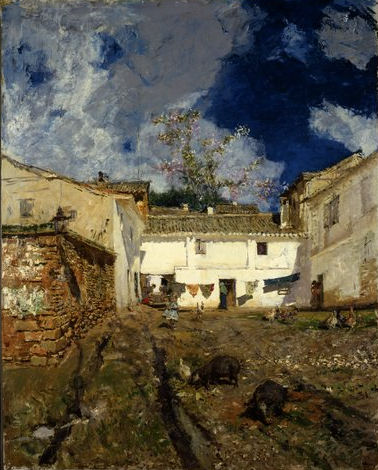
Patio en la Alhambra, 1873; Mariano Fortuny Marsal
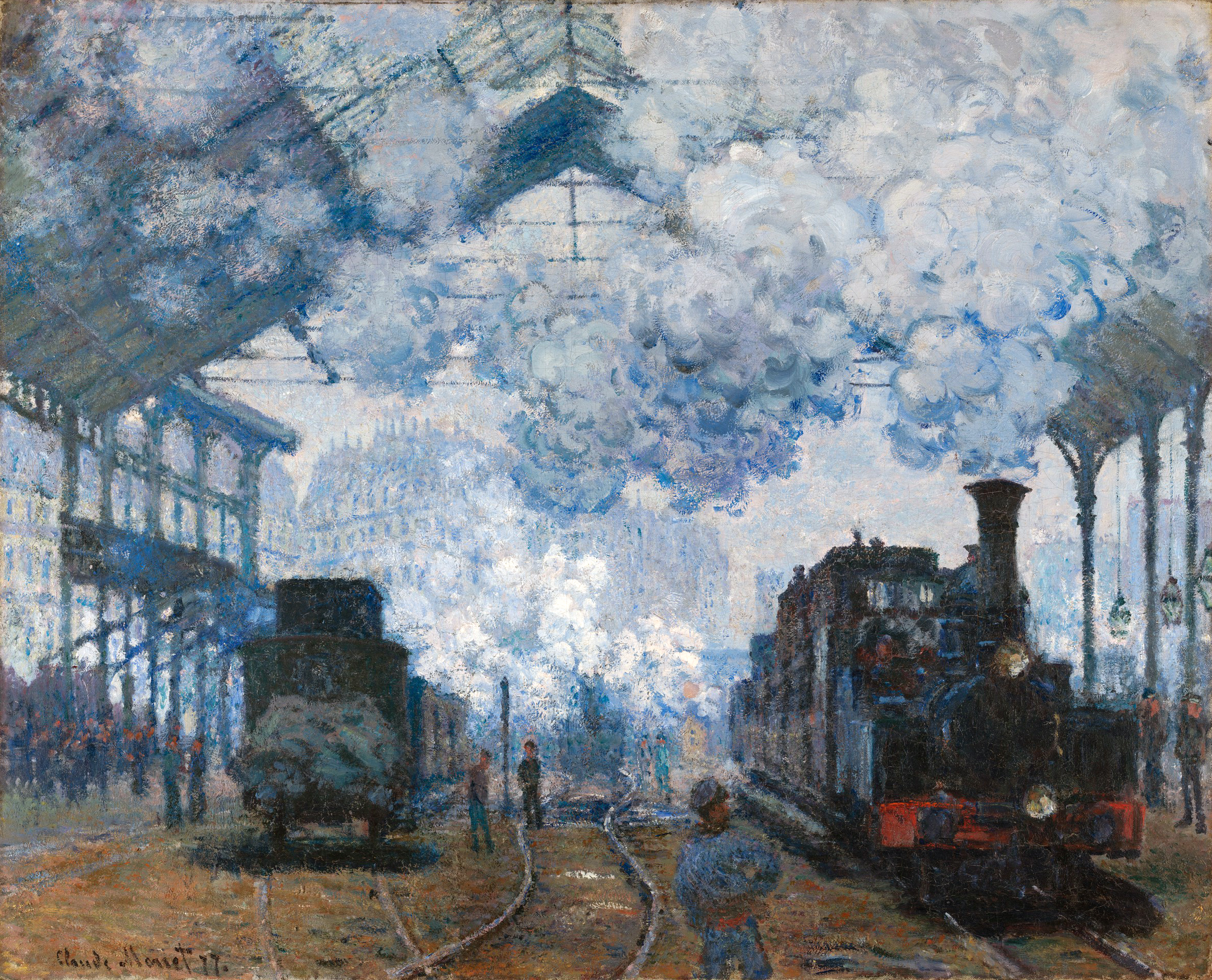
La estación Saint-Lazare, 1877; Claude Monet